# Daniel G. Nocera
Daniel George Nocera, född 3 juli 1957 i Medford, Massachusetts, USA, är en amerikansk kemist och professor vid Harvard University.